# Euloxia argocnemis
Euloxia argocnemis là một loài bướm đêm trong họ Geometridae.